# Cambria Heights

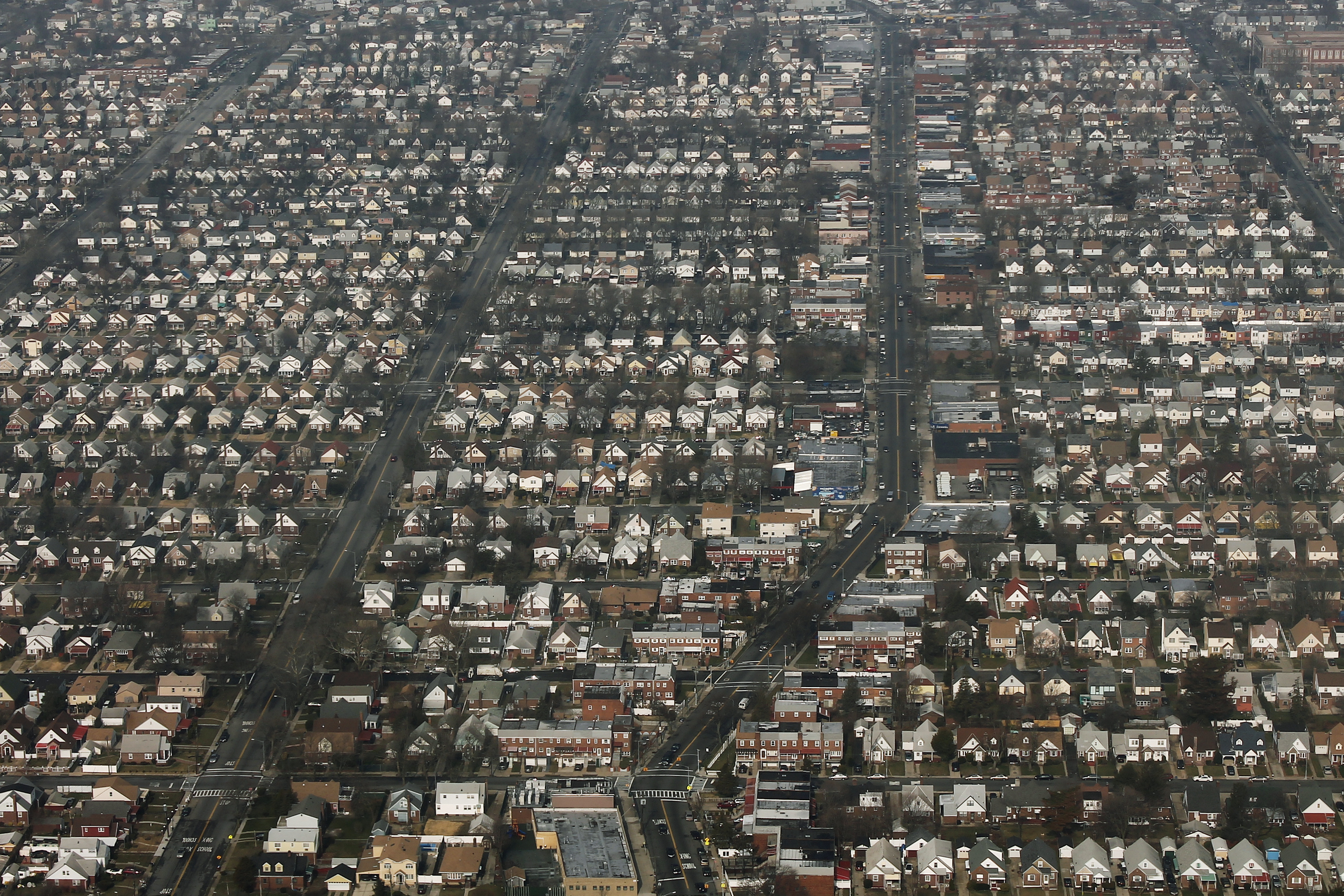
Blick über Cambria Heights

Cambria Heights ist ein von Wohnvierteln geprägter Stadtteil im New Yorker Stadtbezirk Queens. Im Jahr 2020 hatte Cambria Heights laut US Census 19.081 Einwohner. Das Viertel gehört zum Queens Community District 13 und wird kommunalpolitisch durch den 27. Bezirk des New York City Council (Queens County) vertreten.

## Lage
Cambria Heights liegt im äußersten Osten von Queens und grenzt direkt an Nassau County auf Long Island. Benachbarte Stadtteile und Viertel sind Elmont im Nassau County im Osten, Queens Village im Norden, St. Albans im Westen, Laurelton, Springfield Gardens und Rosedale im Süden. Des Weiteren grenzt im Süden der Friedhof Montefiore Cemetery an Cambria Heights. Mit einer Höhe von 15 Metern über dem Meeresspiegel befindet sich in Cambrian Heights eine der höchstgelegenen Stellen in Queens, gemeinsam mit Jackson Heights und Richmond Hill.

## Beschreibung
Die erste europäische Siedler in der Region waren die Niederländer, die die Kolonie Neu-Niederlande gründeten. Nach der Eroberung der Kolonie durch die Engländer und ihrer anschließenden Umbenennung in New York im Jahr 1664 wurde das Gebiet (und ganz Long Island) als Yorkshire bekannt. Danach bestand die Bevölkerung zeitweise aus Katholiken von italienischer, deutscher und irischer Abstammung sowie jüdischen Familien aus Brooklyn. Die Einwohner des Stadtteils gehören zu einem großen Teil einer Mittelklasse mit karibischer und afroamerikanischer Herkunft an. Der Median der Wohnungspreise beläuft sich auf $450.600.
In Cambria Heights gibt es zwei öffentliche Elementary Schools, P.S. 176 und P.S. 147, letztere trägt den Namen des Astronauten Ronald McNair. Auf dem Campus der Andrew Jackson High School werden vier spezialisierte Schulzweige angeboten, für Kunst und Geisteswissenschaften, für Softwareanwendungen, für Mathematik, Naturwissenschaften und Technologie sowie für Recht, Verwaltung und Kommunalwirtschaft.
Die römisch-katholische Pfarrgemeinde trägt den Namen Herz Jesu (Sacred Heart of Jesus). Mit der Gemeinde verbunden ist die Sacred Heart Catholic Academy.
Im Süden von Cambria Heights befinden sich auf dem jüdischen Montefiori Cemetery die Grabstätten der Lubawitscher Rebbe, Rabbi Menachem M. Schneerson und dessen Vorgänger Rabbi Joseph Isaak Schneersohn. Zehntausende von Besuchern aus der ganzen Welt pilgern jährlich zum Gebet und zur Segnung hierher.

## Demographie
Basierend auf die Daten vom United States Census 2020 lebten in Cambria Heights 19.081 Einwohner, eine Zunahme von 404 Einwohnern gegenüber den 18.677 Einwohnern im Jahr 2010. Im Stadtteil lebten 272 (1,4 %) Weiße, 16.121 (84,5 %) Afroamerikaner, 1.304 (6,8 %) Hispanics oder Latinos, 259 (1,4 %) Asiaten, 292 (1,5 %) aus anderen Ethnien und 833 (4,4 %) aus zwei oder mehr Ethnien.

## Persönlichkeiten
In Cambria Heights wurden geboren, wuchsen auf und/oder lebten und leben eine Reihe von bekannten Persönlichkeiten (Auswahl):
- Michael Bentt (* 1965), früherer Schwergewichtsboxer und späterer Schauspieler jamaikanischer Herkunft.[10]
- Bob Cousy (* 1928), Basketball Hall of Fame[11]
- Chick Corea (1941–2021), ein Mitglied der Band von Miles Davis[12]
- Bud Harrelson (* 1944), Shortstop des Meisterschaftsteams der New York Mets von 1969.
- Lena Horne (1917–2010), Sängerin
- Henry Petroski (1942–2023), dessen Buch Paperboy: Confessions of a Future Engineer beschreibt seine in Cambria Heights verbrachten Teenagerjahre.[13]
- Rick Pitino (* 1952), bis 2017 College-Basketballtrainer an der University of Louisville, seit 2019 Coach der griechischen Nationalmannschaft und seit 2020 Cheftrainer des Iona College.[14]
- Jackie Robinson (1919–1972), Baseballspieler
- Barbara Rubin (1945–1980), Experimentalfilmerin
- Mary Weiss (1948–2024), Leadsängerin der Shangri-Las.[15]